# Ненад Вуњак
Ненад Вуњак (Бачка Топола, 16. октобар 1951) економиста је и професор на Економском факултету Универзитета у Новом Саду и стечајни финансијски директор и генерални директор у неколико предузећа и банака. Такође, Вуњак је и инострани члан Академије наука и умјетности Републике Српске од 2015. године.

## Биографија
Ненад Вуњак рођен је 16. октобра 1951. у Горњој Рогатици у општини Бачка Топола. Гимназију је завршио 1970. године у Бачкој Тополи. Дипломирао је 1974. на Економском факултету у Суботици (Универзитет у Новом Саду), гдје је остао да ради као асистент. На истом факултету магистрирао је 1976. и докторирао 1979. године. У звање редовног професора из области финансија и финансијског менаџмента изабран је 1992. године.
Од 1986. године, поред научног рада, обављао је значајне функције у друштвеној и привредној пракси. Године 1986. обављао је функцију стечајног финансијског директора Фабрике обуће „Солид” у Суботици, а 1987–1989. био је генерални директор исте фабрике. Током 1990. године био је генерални директор Кожарског комбината „Југокожа” у Суботици.
Био је предсједник Извршног већа Скупштине Општине Суботица 1989. и 1990. године, а наредне године именован је за директора Главне филијале Војвођанске банке у Суботици и на тој функцији остао је до новембра 2000. године. У периоду 2001–2003. године био је члан Монетарно-кредитног одбора и савезни посланик у Већу грађана Савезне Републике Југославије. Од 2007. до 2011. био је народни посланик у Скупштини АП Војводине. Члан Управног одбора КБЦ банке у Београду био је 2006–2008. године, када је изабран за члана Савета гувернера Народне банке Србије. Од 2012. предсједник је Управног одбора Агенције за осигурање депозита банака и осигуравајућих друштава. Посједује лиценцу овлашћеног ревизора.
У 2013. години изабран је за почасног доктора наука Омског господарског универзитета и за члана Одбора за економске науке Одјељења друштвених наука АНУРС-а . Члан је Управног одбора Привредне коморе Војводине од 2014. године.
На Економском факултету у Суботици у Универзитета у Новом Садау предаје на сва три циклуса студија. Од 2005. године шеф је одсјека Финансијски менаџмент и рачуноводство, а од 2006. и шеф одсјека за финансије, банкарство, рачуноводство и ревизију. Предмети на којима предаје су: "Финансијска тржишта" (I год. студија), "Банкарство" (II год.студија), "Финансијске берзе" (II година студија), "Пословне финансије" (III год. студија), "Корпоративно банкарство" (IV год. студија),"Инвестиционо и хипотекарно банкарство" (IV година студија), "Савремени трендови у банкарству" (I год. мастер студија), односно В година студија. Проф. др Ненад Вуњак изводи предавања на докторским студијама Економског факултета у Суботици из предмета: (1) "Савремени трендови у банкарству", (2) "Савремени трендови финансијских тржишта и институција", (3) "Савремени трендови берзанског пословања", (4) "Савремени аспекти пословних финансија", (5) "Савремени аспекти корпоративних финансија".
За декана овог факултета изабран је 2010. године.
Објавио је 14 уџбеника и преко 250 научних и стручних радова из области пословних финансија, банкарства и финансијских тржишта.
Такође је и добитник је „Капетан Миша Анастасијевић” (2011) за унапређење високог образовања и „Најевропљанин” (2012) за област науке и културе, те признања Привредне коморе Војводине (2015) за повезивање економске теорије и праксе. Економски факултет на челу са проф. др Ненадом Вуњаком добитник је „Светосавске награде” (2012) за унапређење и развој образовања у Србији.
За иностраног члана АНУРС-а изабран је 4. децембра 2015. године.